# マハメド・ウマル・ハージ・マハムード

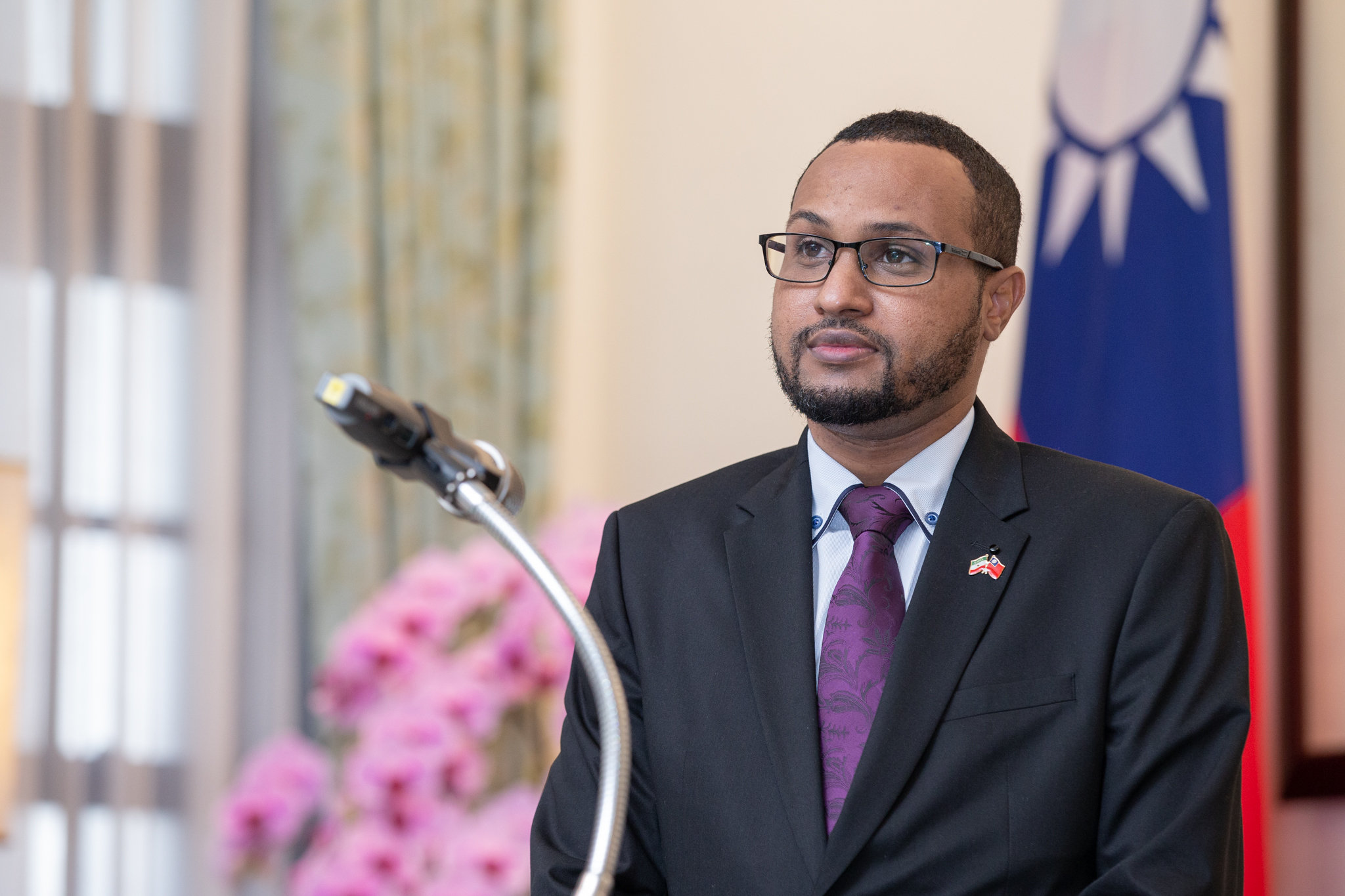
マハメド・ウマル・ハージ・マハムード（2020年11月）

マハメド・ウマル・ハージ・マハムード（ソマリ語: Maxamed Cumar Xaaji Maxamuud、アラビア語: محمد عمر حاج محمود、英語: Mohamed Omar Hagi Mohamoud モハメド・オマル・ハジ・モハムード、繁体字中国語: 穆姆德、1981年 - ）は、ソマリランドの外交官。2020年8月より、駐台大使に相当するソマリランド共和国駐台湾代表処代表を務めている。
2020年2月26日、ソマリランドのヤースィーン・ハージ・マハムード外務大臣と中華民国の呉釗燮外交部長（外務大臣に相当）が議定書に署名して、相互に外交代表事務所を設置することに同意する。同年7月4日、ソマリランド外務省が初代駐台代表にマハムードを指名。同年8月7日、マハムード代表が台湾に到着し、外交部人員（外務省職員に相当）から丁重なもてなしを受けた。同年9月9日、呉釗燮外交部長と共に台北市大安区にある外交部外交及び国際事務学院の1階ロビーで代表処銘板の除幕式を執り行った。同年10月12日、蔡英文総統を表敬訪問。